# Latvijas Sabiedriskais medijs

Logo von Latvijas Sabiedriskie Mediji

Latvijas Sabiedriskie Mediji (kurz: LSM, deutsch: Lettische öffentliche Medien) ist die öffentlich-rechtliche Rundfunkgesellschaft Lettlands. Sie entstand zum 1. Januar 2025 durch den Zusammenschluss von Latvijas Televīzija und Latvijas Radio.
Unter demselben Namen hatte es zunächst als ersten Schritt ein gemeinsames Nachrichtenportal von LTV und LR gegeben. Das Portal wurde im Frühjahr 2012 in lettischer Sprache gestartet und im Mai 2013 um eine russische Version (rus.lsm.lv) ergänzt. Seit dem 1. Juli 2014 verbreitet LSM ebenfalls Nachrichten mit lettischem Bezug auf Englisch. LSM ist eines der größten Massenmedien in Lettland und sieht alle Einwohner Lettlands, die Lettisch oder Russisch sprechen, als Hauptzielgruppe. Zusätzlich sollen ins Ausland ausgewanderte Letten angesprochen werden sowie ausländische Einwohner über die englische Version. Hauptaugenmerk von LSM sind aktuelle sozialpolitische Nachrichten und Analysen sowie Inhalte zu Lifestyle, Kultur und Sport.

## LSM Replay
LSM betreibt den Streamingdienst LSM Replay, der Inhalte von Latvijas Televīzija und Latvijas Radio verbreitet. Der Service wurde am 28. November 2015 gestartet und verfügt über alle Sendungen der öffentlich-rechtlichen Kanäle, Livestreams aller Sender und exklusive Online-Inhalte, die nicht über lineare Sender verbreitet werden. LSM Replay ist über die Website replay.lsm.lv und mobile Apps verfügbar.
Seit der Umstellung von Latvijas Televīzija in HD-Auflösung am 19. Mai 2021 werden sukzessiv mehr Inhalte in hochauflösender Bildqualität angeboten. So sind seit der Inbetriebnahme des neuen LTV-Nachrichtenstudios am 30. August 2021 alle Nachrichtensendungen in HD verfügbar.

## LSM Bērnistaba
Am 17. Juli 2017 wurde das Portal LSM Bērnistaba (deutsch: LSM Kinderstube) ins Leben gerufen, dessen Hauptzielgruppe Kinder im Vorschulalter sind, für die LSM eine altersgerechte, sichere und kreative Umgebung bieten will. Das Kinderportal beinhaltet entwicklungsfördernde Aufgaben, Spiele, Filme und weitere auf Kinder zugeschnittene Inhalte.

## Logos

### Nachrichtenportal

Von 2012 bis 2021
Seit 2021 für die lettische Version
Seit 2021 für die russische Version
Seit 2021 für die englische Version

### Weitere Dienste

LSM Replay Logo seit 2015
LSM Bērnistaba Logo ab 2021